# Heinrichia calligyna
El alicorto de Célebes (Heinrichia calligyna) es una especie de ave paseriforme de la familia Muscicapidae endémica de la isla de Célebes, en Indonesia.

## Taxonomía
Es la única especie del género Heinrichia. Tanto el género como su especie fueron descritos científicamente por el zoólogo alemán Erwin Stresemann en 1931. Originalmente su género se clasificaba en la familia Turdidae, pero fue trasladado a la familia Muscicapidae. Se reconocen tres subespecies:
- H. c. calligyna - presente en las montañas Latimojong (centro sur de Célebes);
- H. c. simplex - se encuentra en las montañas Tentolo-Matinan (noreste de Celebes);
- H. c. picta - ocupa las montañas Mekongga (sudeste de Célebes).

## Descripción
El alicorto de Célebes mide alrededor de 17,5 cm de largo. Es un pájaro rechoncho con alas y cola cortas. Su plumaje es principalmente de color azul griáceo oscuro, con el bajo vientre de color castaño rojizo. Su pico es negro y el iris de sus ojos rojo oscuro. Los machos tienen el lorum negro y tienen algo de blanco en la base de la cola. Las hembras en cambio, tienen el lorum blanco y el resto del rostro de color castaño rojizo como el bajo vientre.

## Distribución y hábitat
Se encuentra únicamente en los bosques tropicales húmedos de las montañas de la isla de Célebes, en el este de Indonesia.